# Богуслав Браунер
Богуслав Браунер (Bohuslav Brauner; 8 травня 1855, Прага — 15 лютого 1935) — чеський хімік. Професор Празького університету (з 1897). Почесний член Російського фіз.-хім. товариства.
Наукова діяльність Браунера була спрямована на підтвердження і подальше розроблення періодичного закону Д. І. Менделєєва. Вивчав властивості рідкісних елементів і визначив їхнє місце в періодичній системі елементів. На прохання Д. І. Менделєєва написав для 7-го видання «Основ хімії» (1903) розділ «Елементи рідкісних земель». Створив сучасну школу чеських хіміків.